# طواف كولومبيا 2004
طواف كولومبيا 2004 هو سباق دراجات هوائية أقيم بتاريخ يونيو 6 – يونيو 20، تكون السباق من 14 مرحلة وامتدّ لمسافة 1945.7 كم بسرعة 38.5951 كم/س، استغرق السباق 50 ساعة 25 دقيقة 15 ثانية.